# Wynohradiwka (obwód chmielnicki)
Wynohradiwka (ukr. Виноградівка, pol. Kazimirek) – wieś na Ukrainie, w obwodzie chmielnickim, w rejonie jarmolińskim.

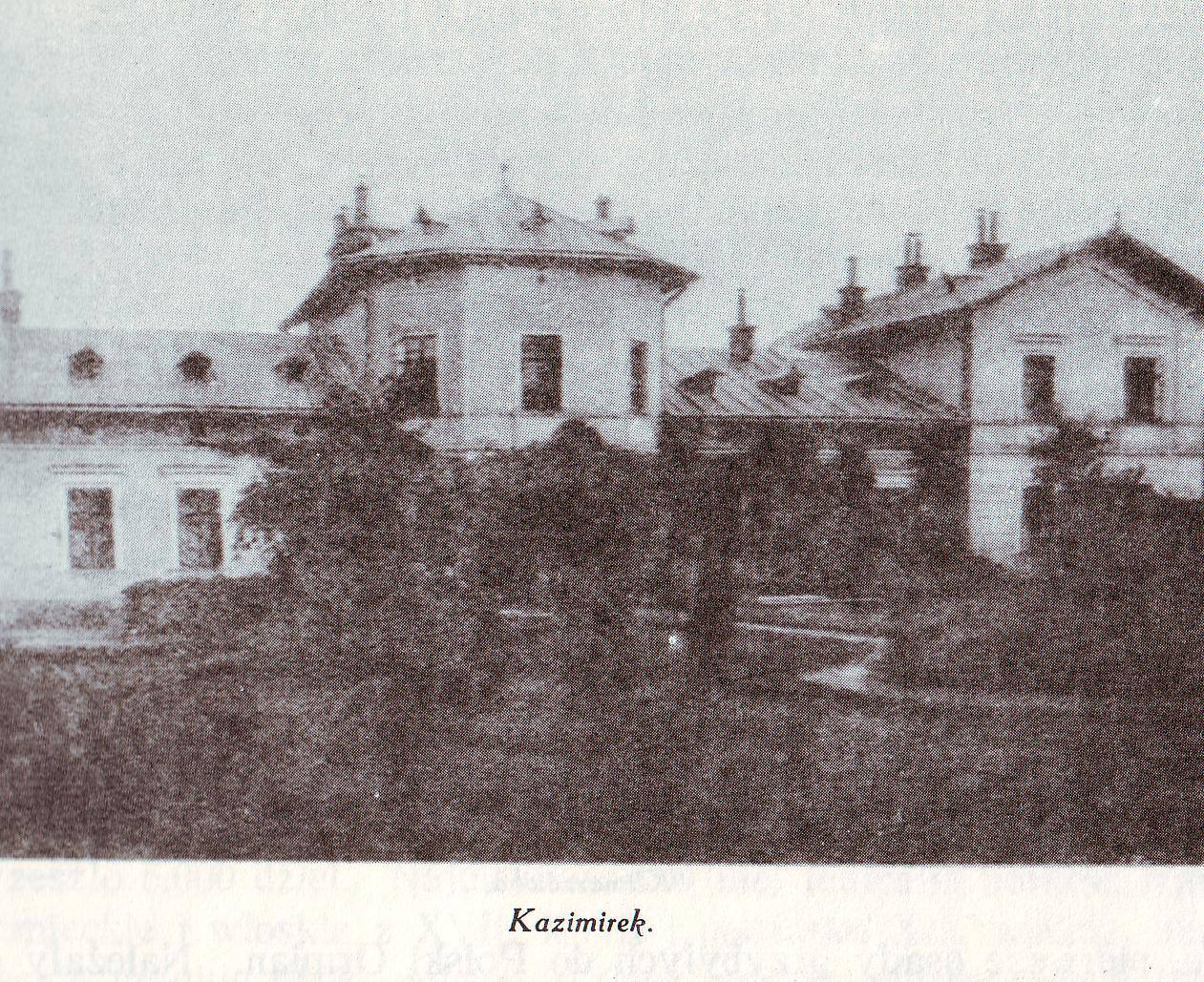
Kazimirek

Pałac wybudowany przez Biskupskich przy puszczy dębowej. W domu cenna biblioteka. Zniszczony w 1917–1918 roku.